# Carmauç
Carmauç (en francès Carmaux) és un municipi del departament francès del Tarn, a la regió d'Occitània. S'hi va dur a terme la Vaga de Carmauç entre els anys 1892-1895.
Carmauç  és considerat la vil·la principal del Parçan o comarca occitana del Carmaucí, així com de la regió geològica natural del Segalar, al Massís Central.

## Demografia
| Evolució de la població Ehess i INSEE |       |       |       |       |       |       |       |       |
| 1793                                  | 1800  | 1806  | 1821  | 1831  | 1836  | 1841  | 1846  | 1851  |
| 849                                   | 1 040 | 1 518 | 1 440 | 1 765 | 1 881 | 2 143 | 2 520 | 2 648 |

| 1856  | 1861  | 1866  | 1872  | 1876  | 1881  | 1886  | 1891  | 1896   |
| ----- | ----- | ----- | ----- | ----- | ----- | ----- | ----- | ------ |
| 3 743 | 4 043 | 4 758 | 5 010 | 6 160 | 6 905 | 8 059 | 9 591 | 10 068 |

| 1901   | 1906   | 1911   | 1921   | 1926   | 1931   | 1936   | 1946   | 1954   |
| ------ | ------ | ------ | ------ | ------ | ------ | ------ | ------ | ------ |
| 10 956 | 10 894 | 11 064 | 11 273 | 11 607 | 11 129 | 10 448 | 11 136 | 11 485 |

| 1962   | 1968   | 1975   | 1982   | 1990   | 1999   | 2006 | 2011 | 2016 |
| ------ | ------ | ------ | ------ | ------ | ------ | ---- | ---- | ---- |
| 14 565 | 14 755 | 13 208 | 12 113 | 10 957 | 10 231 | -    | -    | -    |

| 2019 | - | - | - | - | - | - | - | - |
| ---- | - | - | - | - | - | - | - | - |
| -    | - | - | - | - | - | - | - | - |

## Administració
| Període   | Identitat         | Partit |
| --------- | ----------------- | ------ |
| 1947-1977 | Jean Vareilles    | PS     |
| 1977-1997 | Jacques Goulesque | PS     |
| 1997-2008 | René Fraysinnet   | PS     |
| 2008-     | Alain Espié       | PS     |

## Agermanaments
- Neckarsulm